# 孟恩遠

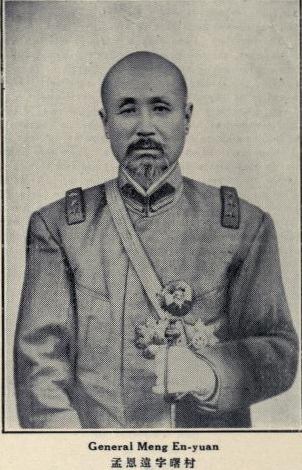

孟恩远（1856年—1933年），字曙村（又作树椿、树村），直隶天津人。中華民國初期軍事將領。

## 生平
孟恩远，天津衛混混出身，在妓院中錫天寶管茶水維生，人稱「孟大茶壺」。顯貴後窮奢極慾，並以誅殺亂黨之名，活埋小老婆外遇的對象戲子魏連陞。 
1888年以武童投盛军先锋队左营任哨长，1891年升哨官。1894年，孟恩远入定武军任亲军马队哨官，改新建陆军後任马队右队领官，1902年任保阳马队正中副营统领。1904年，孟恩远任北洋常备军第二镇（后来改为陆军第四镇）马二标统带，1905年任马队一协统领。1907年，孟恩远任吉林巡防营翼长及吉林督办剿防事宜，1910年任駐吉林陆军第二十三镇统制。
1912年中華民國成立，孟恩远任陆军第二十三师师长，吉林护军使。曾參加東蒙王公會議。1914年6月，授“镇安左将军”督理吉林军务。1916年7月到1919年7月，孟恩远任吉林督军，曾参与张勋复辟並任吉林巡抚。1918年，北洋政府授其“惠威将军”衔，並令其到北京任職。孟不服調令，举兵反抗。张作霖夥同日本驻吉林部隊制造宽城子事件，并派遣吴俊升、孙烈臣率军夹击吉林，使孟恩远被迫离開吉林，到天津閒居。
1922年第一次直奉战争奉军敗北，吴佩孚和孟恩远指使高士傧武裝進攻張作霖奉军，任命高士傧为讨逆军总司令到绥芬河策动旧部进攻哈尔滨，後失败。1933年，孟恩远去世。
孟恩远故居位于天津市。